# Pepe Hillo
José Delgado Guerra dit « Pepe Hillo » (on lit parfois « Pepe Illo ») était un matador espagnol né le 11 mars 1754 à Séville, mort à Madrid le 11 mai 1801.

## Présentation
Élève de « Costillares », il torée dès l'âge de quatorze ans et semble avoir alterné avec lui et Pedro Romero avant d'atteindre seize ans.
Il est décrit comme fragile et sensuel, mais surtout comme un grand torero. Sa rivalité notable avec Pedro Romero conduisit ces deux grands maestros à fixer les règles de la corrida. Pepe Hillo, inventant de nouvelles suertes, fut considéré, en particulier, comme le véritable fondateur de l'école de Séville.
Il est l'auteur d'un monumental traité de tauromachie, La Tauromaquia o el arte de torear de pié y a caballo qui fera longtemps référence. Il est également censé être l'inventeur de la passe de cape qu'il a décrite  comme la « mas interesante e sumamente sencilla (extrêmement simple) et qu'il a nommée Aragonesa. »
Le 11 mai 1801, il est pris dans les arènes de Madrid par le taureau « Barbudo », qui lui fait perdre connaissance puis s'acharne sur lui. Il meurt en quelques minutes.
Goya immortalisa sa mort dans plusieurs des gravures de la série intitulée La Tauromaquia.

## Galerie

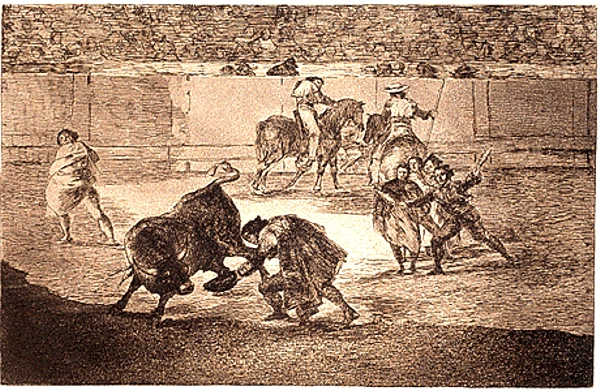
Hillo, gravure de Goya La Tauromaquia
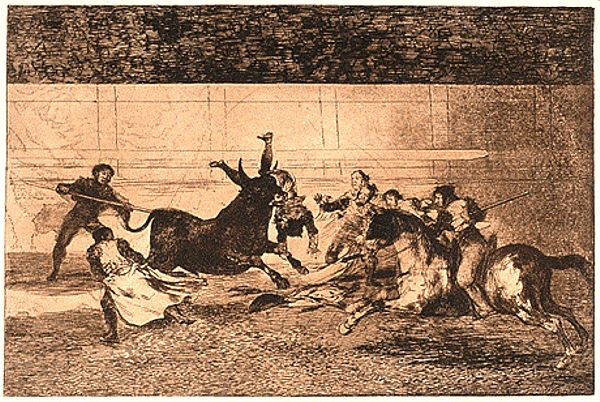
Mort de Pepe Hillo, gravure de Goya
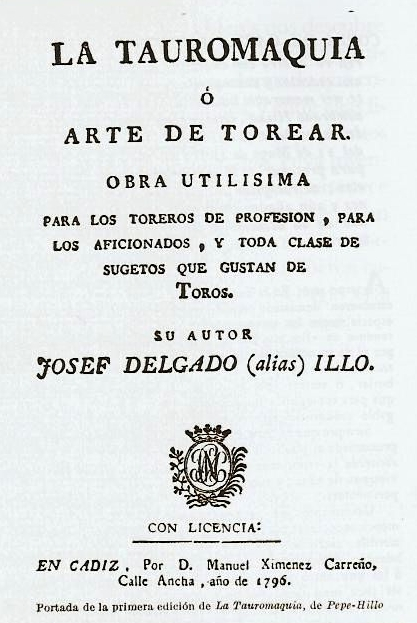
Couverture de la première édition du traité, datant de 1796